# Selmapriset
Selmapriset är ett svenskt årligt litteraturpris för egenutgivna svenska böcker, instiftat 2014 av bokföretaget Vulkan och Tidningen Skriva. Priset vill uppmärksamma självutgivna böcker oavsett genre. Ett antal verk nomineras i februari eller mars och priset delas ut i april. Prissumman är på 20 000 kronor.
Den initiala juryn bestod av författaren Sigge Eklund, Skrivas chefredaktör Per Adolfsson och Hans Hirschi, ordförande i föreningen Egenutgivarna. Därefter ändrades jurysammansättningen 2015 till Linda Skugge, Per Adolfsson, Leffe Delo från Skrivsidan.com och Elisabeth Mannerfeldt, vice ordförande i föreningen Egenutgivarna samt chefsbibliotekarie på Kungliga Tekniska Högskolan.

## Lista över pristagare
- 2015 – Conny Palmkvist för romanen De flyende skyldiga, Bokförlaget Arnold 2011. ISBN 91-979914-0-6 [6]
- 2016 – Jonas Aspegren för romanen Hemläxan, Vulkan Förlag 2015. ISBN 9789163784125
- 2017 – Kristina Emanuelsson för romanen Viskskrik, Calidris förlag.  ISBN 9789163908743[7]
- 2018 – Christina Renlund för romanen Du får väl säga som det är, Christina Renlund 2017. ISBN 9789163928178[8][9]
- 2019 – Arne Wickander för romanen Den tredje punkarn, Calidris förlag. ISBN 9789188703774[10][11]
- 2020 – Tomas Kindenberg för novellsamlingen Här var det mörkt, Zoo Publishing. ISBN 9789163719868[12]
- 2021 – Magdalena Stjernberg för romanen Fäboden, Vulkan Förlag 2020. ISBN 9789189343207[13]
- 2022 – Pernilla Elmquist och Jens Almgren för boken The Nordic street food : story & kokbok, Nordic Street förlag 2021. ISBN 9789189462168[14]
- 2023 – Elisabeth Berglund för romanen Eldbarnet, Possibilia Förlag 2022. ISBN 9789151987712[15]
- 2024 – Mats Lundgren för romanen Den osynlige tjuven, Vulkan Förlag 2023. ISBN 9789189792487[16]